# Austere
Austere är en australisk musikgrupp inom genren depressive suicidal black metal, aktiv från 2005 till 2010 och från 2021. Gruppens låtar behandlar ämnen som sorg, vemod, depression, självmord och ensamhet.

## Medlemmar
- Mitchell "Desolate" Keepin – sång, gitarr, basgitarr, keyboard (2005–2010, 2021–)
- Tim "Sorrow" Yatras – sång, trummor, keyboard (2007–2010, 2021–)

### Livemusiker
- Paolo Bruno – basgitarr (2022–)
- David "Eklatanz" Conrad (2022–)

## Diskografi
Studioalbum
- Withering Illusions and Desolation (2007)
- To Lay Like Old Ashes (2009)

Övrigt
- Only the Wind Remembers / Ending the Circle of Life (2008; split med Lyrinx)
- Bleak... (2008; split med Isolation)
- Only the Wind Remembers (2008; EP)
- The Cassette Collection (2021; boxed set)
- Towards the Great Unknown (2022; boxed set)